# 異世界ありがとう
『異世界ありがとう』（いせかいありがとう）は、原作：荒井小豆・作画：ジアナズによる日本の漫画作品。ウェブコミック配信サイト『裏サンデー』（小学館）にて、2021年12月4日より連載中。『マンガワン』（小学館）でも2021年11月27日より隔週土曜更新で連載されている。
2022年8月には、「次にくるマンガ大賞2022」にて「U-NEXT特別賞」のWebマンガ部門を受賞した。

## あらすじ
高校の同窓会で知り合い意気投合したアラサーの独身男性である千葉ユウサクと椎名シイオは不運に見舞われてしまい、気が付くと二人ともがロールプレイングゲームのようなシステムがある異世界で、見知らぬ少女の体に転生していた。
二人は元の世界へ戻るために行動を開始する。

## 登場人物
千葉ユウサク（ちば ユウサク）/チバ
本作の主人公の1人。作中ではカタカナでチバと表記されている。心室細動を起こして死亡。
転生後はエルフの少女としての体を得る。エルフらしく魔法の素養に優れており、転生して僅かな日数で初級の魔法を取得した。後述のシイナと比較すると冷静な性格であり、映画やサバイバルの知識を駆使して魚の神経締めをしたり石鹸を作るなど器用な面を持つ。シイナ曰く「美人で巨乳」な容姿をしている。
椎名シイオ（しいな シイオ）/シイナ
本作の主人公の1人。作中ではカタカナでシイナと表記されている。トラックと衝突して全身打撲によって死亡。
転生後は人間の少女の体を得る。エルフに転生したチバとは異なりMPが0であるため魔法は使えない。チバとは異なりお調子者という面が強いが、盗賊に捕まった際は窮地を脱するために自身の命を守る選択を捨て、魔法で自分を盗賊諸共に殲滅するようチバに懇願した。容姿についてはチバから「小動物的な可愛さはある」と評された。

## 書誌情報
- 荒井小豆（原作）・ジアナズ（作画） 『異世界ありがとう』 小学館〈裏少年サンデーコミックス〉、既刊8巻（2025年7月11日現在）
  1. 2022年5月12日発売[4][5]、ISBN 978-4-09-851108-2
  2. 2022年10月19日発売[6]、ISBN 978-4-09-851381-9
  3. 2023年3月17日発売[7]、ISBN 978-4-09-851755-8
  4. 2023年7月19日発売[8]、ISBN 978-4-09-852555-3
  5. 2024年1月18日発売[9]、ISBN 978-4-09-853094-6
  6. 2024年7月18日発売[10]、ISBN 978-4-09-853444-9
  7. 2025年1月17日発売[11]、ISBN 978-4-09-853797-6
  8. 2025年7月11日発売[12]、ISBN 978-4-09-854180-5